# Суханов Володимир Єгорович
Володимир Єгорович Суханов (* 14 грудня 1935) — севастопольський скульптор.

## Біографія
Народився 14 грудня 1935 року. В Севастополь приїхав після закінчення художнього училища імені Самокиша і почав свою трудову діяльність в Балаклавському рудоуправлінні імені Горького художником-оформлювачем. З 1980 року працює в художньо-виробничих майстернях.

## Творчість
У творчому процесі майстер використовує граніт, мармур, бетон, бронзу, алюміній, гіпс, кераміку, глазур, габро, шамот, теракоту.
За роки творчості Володимиром Сухановим створена ціла галерея скульптурних портретів, монументальних пам'ятників, меморіальних дощок. Ряд монументальних скульптур сьогодні прикрашають вулиці та сквери Севастополя та інших населених пунктів Криму. Серед творінь Володимира Єгоровича:

Комплекс Героям ескадри

- пам'ятний комплекс визволителям Криму в Тернівці (1975 рік);
- пам'ятник воїнам 7-ї бригади морської піхоти в Хмельницькому (1968 рік);
- пам'ятник медикам-захисникам і визволителям Севастополя на вулиці 5-й Бастіонній (1976 рік);
- пам'ятник генерал-майору Новикову на однойменній вулиці в Балаклаві (1983 рік);
- пам'ятник Герасиму Рубцову в Балаклаві (2009 рік);
- погруддя адмірала Макарова і хірурга Пирогова у Саках (1985 рік);
- пам'ятник розвідникам Чорноморського флоту на вулиці Леніна;
- комплекс Героям ескадри на Приморському бульварі.
- пам'ятник видатній українській письменниці Лесі Українці (Ларисі Петрівні Косач-Квітці), установлений у Балаклаві на площі Першого Травня (2004 рік);

Володимир Суханов працював над пам'ятниками з архітекторами О. І. Баглеєм, А. Л. Шеффером, В. М. Артюховим. Разом з В. І. Івановим у 2002 році відкривав пам'ятник останнім захисникам Севастополя на мисі Херсонесі. З архітектором О. С. Гладковим працював у 2004 році над бюстом Даші Севастопольської і в 2005 році над проектом пам'ятника Купріну.
Його різцю належать:
- меморіальні дошки:

Анотаційна дошка на набережній Назукіна

  - Героям Радянського Союзу М. К. Байді, І. П. Шенгуру, В. В. Фоміну, Д. Ю. Морозу, А. К. Абдрахманову, А. І. Колодіну;
  - Олександру Купріну (відкрита в 1990 році),
- анотаційна дошка на набережній Назукіна[2].

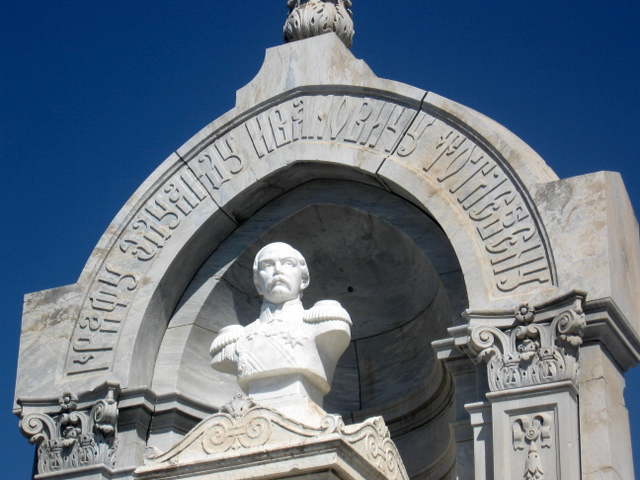
Погруддя Е. І. Тотлебена

Разом із сином Вадимом, досвідченим рубачем каменю, Володимир Суханов створив погруддя на надгробку Е. І. Тотлебена на меморіальному братському кладовищі на Північній стороні.
Також автор скульптурних портретів журналісток севастопольського радіо Наталії Кравчук та її дочки Оксани, мічмана Олександра Саніна, курсанта Курликова, капітана міліції Котлярова, полковника Курочкіна, історика Володимира Шавшина, автомобіліста Валерія Поренко, почесного громадянина міста Сергія Булаха та інших.